# Rutspindling
Rutspindling (Cortinarius ionophyllus) är en svampart som beskrevs av M.M. Moser 1968. Rutspindling ingår i släktet Cortinarius och familjen spindlingar.  Arten är reproducerande i Sverige. Inga underarter finns listade i Catalogue of Life.
I den svenska databasen Dyntaxa används istället namnet Cortinarius scutulatus för samma taxon.  Arten är reproducerande i Sverige.